# Djelimady Tounkara
Pour les articles homonymes, voir Tounkara.
Djélimady Tounkara est un musicien malien, né à Kita (Mali).
Né dans une famille de griots, Djélimady Tounkara  apprit dès l’adolescence à jouer de la kora, du n’goni et de la guitare. Après avoir joué avec l'Orchestre National "A" du Mali, il rejoint dès 1971 le Rail Band de Bamako, l’orchestre mythique du buffet de la gare de Bamako dont il devient rapidement le leader.
En 2001, il sort un album solo intitulé Sigui, accompagné de plusieurs musiciens et chanteurs issus du Super Rail Band, comme Samba Sissoko. Cet album a reçu le BBC World Music Awards en 2002 (catégorie Afrique). Un deuxième album sort la même année.
En 2010, il participe à l'album AfroCubism enregistré à Madrid en Espagne par le guitariste cubain Eliades Ochoa et les musiciens maliens Toumani Diabaté, Kassé Mady Diabaté, Lassana Diabaté, Djelimady Tounkara, Bassekou Kouyaté et Baba Sissoko,.

## Discographie
- 2001 : Sigui (Marabi Productions)
- 2002 : Solon Kôno (Indigo)
- 2007 : Allo Bamako
- 2015 : Djely Blues (Label Bleu - LBLC2603)